# Гамма-аминомасляная кислота (лекарственное средство)
Гамма-аминомасляная кислота (аминалон) — ноотропное лекарственное средство. 

## История
Гамма-аминомасляную кислоту открыли в 1950 году. Впервые она стала продаваться в 1960-е годы в Японии в качестве лекарственного средства под названием гаммалон (яп. ガンマロン). Предполагалось, что данный препарат способен улучшать мозговые метаболические процессы, оказывать седативный эффект, способствовать восстановлению функций мозга после нарушений мозгового кровообращения и травм. В СССР препарат появился в 1970-е годы под названием аминалон.
Изначально аминалон широко применялся при умственной отсталости и в геронтологической практике, однако впоследствии оказалось, что данный препарат не обладает высокой эффективностью (предположительно из-за плохого проникновения через гематоэнцефалический барьер).

## Фармакологическое действие
Ноотропное средство, восстанавливает процессы метаболизма в головном мозге, способствует утилизации глюкозы мозгом и удалению из него токсичных продуктов обмена. Повышает продуктивность мышления, улучшает память, благоприятно влияет на восстановление движений и речи после нарушения мозгового кровообращения, оказывает лёгкое психостимулирующее действие. Обладает лёгким гипотензивным действием, снижает исходно повышенное артериальное давление и выраженность обусловленных гипертонией симптомов (головокружение, бессонница), незначительно урежает частоту сердечных сокращений. Оказывает умеренное антигипоксическое и противосудорожное действие. У больных сахарным диабетом снижает содержание глюкозы, при нормальном содержании глюкозы в крови оказывает обратный эффект (за счёт гликогенолиза).

## Применение
Применяется при сосудистой патологии головного мозга с целью повышения психической и двигательной активности, алкогольных энцефалопатиях и полиневритах, умственной отсталости. Показанием также являются энцефалопатические и церебрастенические проявления из-за стойких и динамических нарушений мозгового кровообращения (гипертоническая болезнь, посттравматический период, атеросклероз, инсульт). Имеются данные об эффективности гамма-аминомасляной кислоты при эндогенных депрессиях с затруднениями умственной деятельности и преобладанием астено-ипохондрических явлений.
Применяется при умственной отсталости и снижении психической активности у детей.
Какого-либо положительного эффекта на снижение стресса и улучшения сна от приема ГАМК не обнаружено.

## Фармакокинетика
Абсорбция — быстрая, достаточно полная. Cmax — 1 час. TCmax — 60 мин, затем концентрация быстро снижается, через 24 ч в плазме не определяется.

## Противопоказания
Гиперчувствительность.
Принимать ГАМК кормящим и беременным женщинам не рекомендуется, т.к. она может оказывать негативное влияние на нейротрансмиттеры и эндокринную систему.

## Побочные эффекты
Гамма-аминомасляная кислота малотоксична. Хорошо переносится больными разного возраста. В отдельных случаях возможны диспепсические явления, нарушение сна, ощущение жара, колебания артериального давления (в первые дни лечения). При уменьшении дозы эти явления обычно быстро проходят.

## Хранение
Хранение: в сухом, защищённом от света месте.